# 삼각측량법

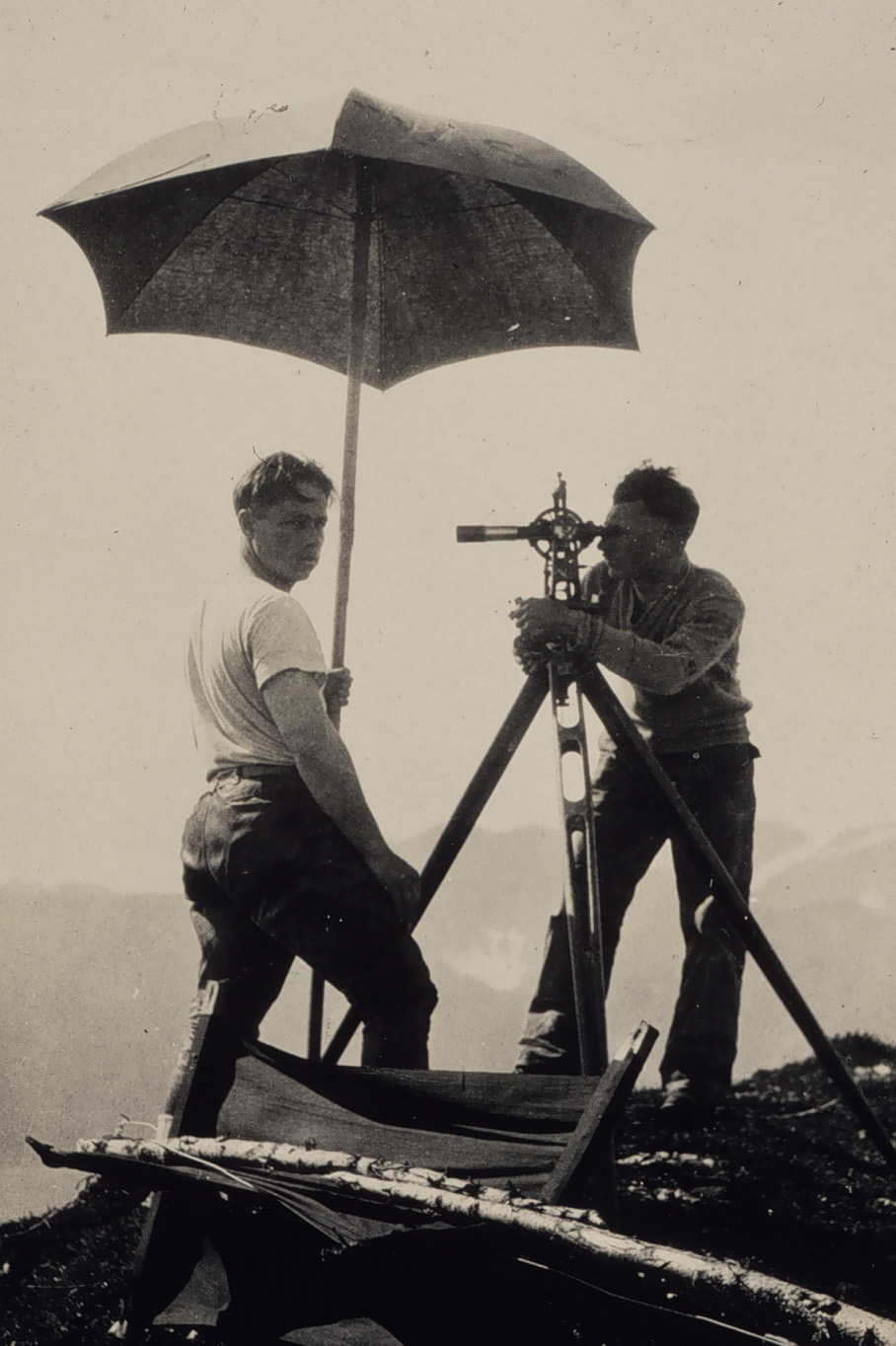
1929년 미국 해양대기청의 알래스카 측량

삼각측량법(三角測量法)은 기하학의 삼각법을 이용하여 거리를 측정하는 방법이다. 지도의 제작을 위한 삼각측량 등에서 사용된다. 오늘날에는 GPS를 이용한 위치 표시, 연주시차를 이용한 별의 거리 측정, 포탄의 탄착점을 예측하는 탄도학, 둘 이상의 광학 기기를 이용하여 컴퓨터가 공간 상의 물체를 입체적으로 인식하도록 하는 컴퓨터 비전 삼각측량과 같은 여러 분야에서 쓰이고 있다.

## 개요
삼각형의 한 변과 이에 접한 두 각의 크기가 같다면 합동이다. 따라서 이미 확정된 길이의 직선 양 끝에서 한 지점의 각도를 측정한다면 단 하나의 삼각형을 특정할 수 있고, 그에 따라 그 지점 까지의 거리를 측정할 수 있다.

해안에서 배까지의 거리를 삼각측량으로 구하는 방법

위 그림에서 알려진 두 지점 A와 B 사이의 거리를 l 이라 하고 배의 위치를 C라고 하자. 선분 AB를 기준으로 A에서 측정한 C까지의 각거리를 α, B에서 측정한 각거리를 β라고 하면 삼각법에 의해 아래의 관계가 성립한다.
{\displaystyle \ell ={\frac {d}{\tan \alpha }}+{\frac {d}{\tan \beta }}}
탄젠트를 사인과 코사인으로 분해하면 아래와 같다.
{\displaystyle \ell =d\left({\frac {\cos \alpha }{\sin \alpha }}+{\frac {\cos \beta }{\sin \beta }}\right)}
이를 정리하면
{\displaystyle \ell =d\ {\frac {\sin(\alpha +\beta )}{\sin \alpha \sin \beta }}}
따라서 해안에서 배까지의 거리 d 는
{\displaystyle d=\ell \ {\frac {\sin \alpha \sin \beta }{\sin(\alpha +\beta )}}}
예를 들어 선분 AB의 길이가 10 m이고 각 α 가 45 ° β가 30 °라고 하면, 거리 d 는
{\displaystyle d=\ell \ {\frac {\sin 45{\text{ °}}\sin 30{\text{ °}}}{\sin(45{\text{ °}}+30{\text{ °}})}}}
{\displaystyle =10\times {\frac {\sin 45{\text{ °}}\sin 30{\text{ °}}}{\sin 75{\text{ °}}}}}
{\displaystyle \approx 10\times {\frac {0.71\times 0.5}{0.97}}\approx 3.66{\text{ m}}}

## 역사

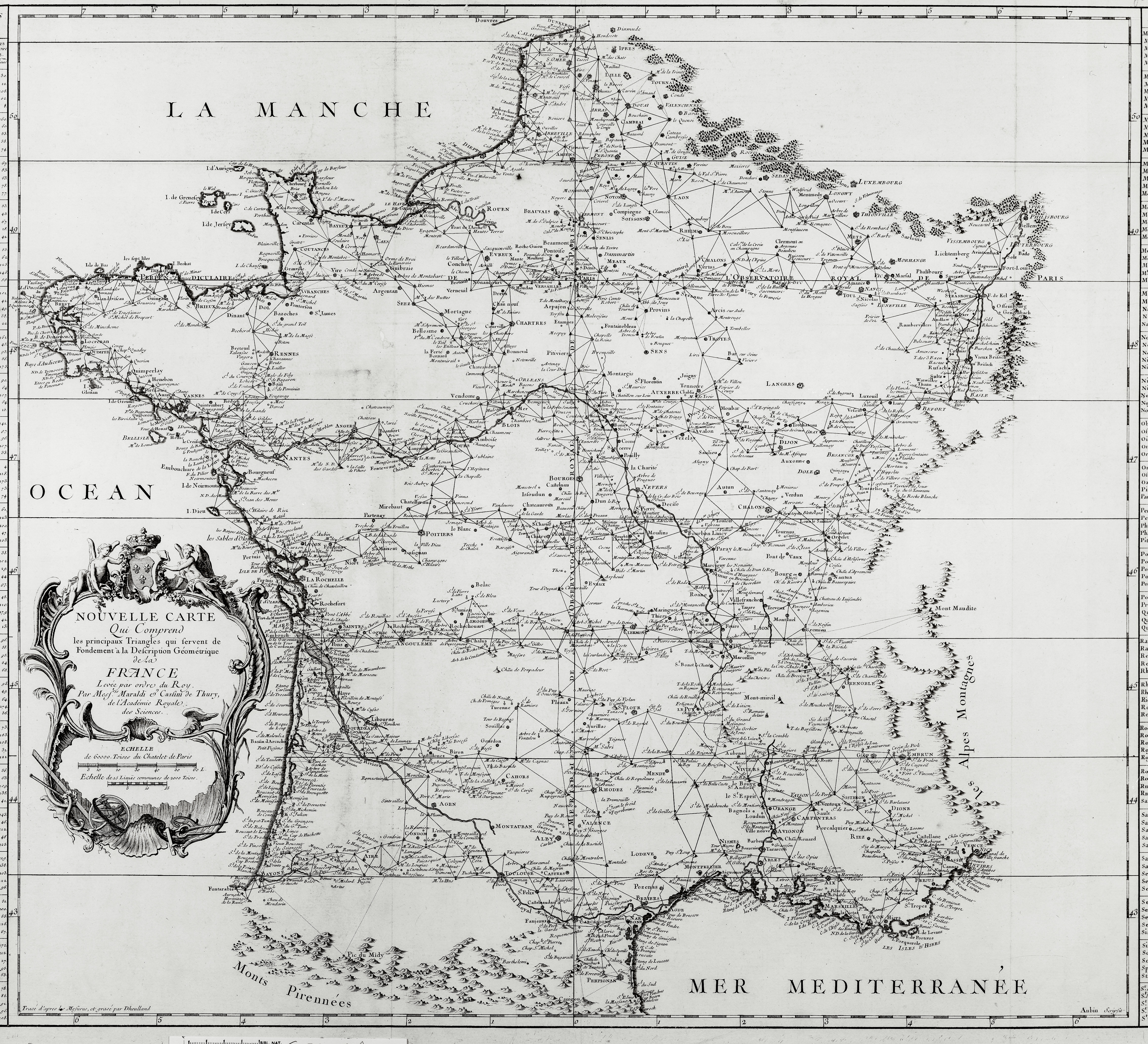
조반니 도메니코 카시니의 주도로 제작된 1744년 프랑스 지도

고대 이집트의 린드 수학 파피루스에 이미 잘 알려진 직각삼각형의 변의 길이를 이용한 삼각측량법이 실려있다. 여기에는 토지 면적의 계산, 피라미드의 높이에 대한 문제가 실려있다. 고대 그리스에서는 에라토스테네스가 지역에 따라 하지 정오의 그림자가 서로 다르다는 점을 이용하여 지구의 둘레를 계산하였고 히파르코스는 월식을 이용하여 지구와 태양 사이의 거리 측정을 시도하였다. 고대 그리스 시대에 이미 지구가 태양을 중심으로 돈다는 학설이 제기되었고 그렇다면 연주시차가 있어야 하기 때문에 이를 확인하고자 하였으나 실패하였다. 프톨레마이오스를 비롯한 당대의 학자들은 이를 천동설의 근거로 삼았다.:68-75
한편 아르키메데스는 원에 내접, 외접하는 정다각형을 이용하여 원주율 계산하면서 삼각법에 의한 삼각비를 계산하였고:169-192 이후 여러 수학자들이 정교한 삼각함수 표를 작성하였다. 16세기에 들어 니콜라우스 코페르니쿠스가 지동설을 주장하자 연주시차의 확인은 다시 한 번 이를 증명할 수 있는 확고한 방안으로 떠올랐으나 망원경 없이 이를 발견하기는 어려웠다. 1837년 프리드리히 베셀이 백조자리 61의 연주시차를 발견하여 마침내 지구의 공전이 증명되었고 이와 더불어 삼각측량으로 별까지의 거리를 측정할 수 있게 되었다. 1 초의 연주시차를 보이는 별까지의 거리를 1 파섹이라 하며 대략 3.26 광년이다.
이처럼 천문학에서 사용되던 삼각측량법은 16세기에 들어 지도의 제작에도 사용되기 시작하였다. 삼각측량법을 이용한 지도 제작은 네덜란드와 독일에서 시작되어 프랑스에서 크게 발전하였다.  조반니 도메니코 카시니와 그의 아들 자크 카시니는 대를 이어 프랑스 왕립 천문대에서 일하면서 삼각측량법을 도입한 프랑스 지도를 제작하였다. 위성 사진과 GPS의 등장 이전까지 근대적 지도 제작은 삼각측량법에 의존할 수 밖에 없었다. 한국 최초의 삼각점은 1910년 세워진 거제시 옥녀봉의 것이고 토지의 형상, 면적 등의 정밀한 측량을 위해 전국 곳곳에 세워져 있다.

## 천문학

연주시차 측정의 개념

앞서 서술한 바와 같이 천문학은 오래전 부터 천체의 거리를 측정하기 위한 삼각측량법을 사용해 왔고, 근세 이후에도 삼각측량법의 발달을 견인하였다. 갈릴레오 갈릴레이는 목성의 네 위성을 발견한 뒤 이들이 일정 주기로 목성에 가려지는 식 현상을 보인다는 것을 관찰하고 이를 정밀한 시계로 쓸 수 있음을 밝혔다. 지구상의 두 지점에서 목성 위성의 모습이 동일하게 관찰된다면 동일한 시각으로 판정할 수 있고 이 때 천구에서 목성의 방위각을 계산하면 본초 자오선의 것과 비교한 현지의 시간을 계산할 수 있어 경도의 계산이 가능하다. 한편 위도는 태양의 고도 측정으로 비교적 쉽게 관측할 수 있기 때문에 정확한 위도와 경도를 알게 되면 관측지점의 지구상 위치를 정확히 특정할 수 있게 된다. 최소 두 지점의 위치를 지구상에서 특정할 수 있다면 나머지 구간은 삼각측량에 의해 측정될 수 있다. 조반니 도메니코 카시니는 이를 지도제작에 이용하였다. 파리의 프랑스 왕립천문대에서 근무한 그는 당연히 이곳을 지나는 자오선을 본초 자오선으로 삼아 프랑스 지도를 새로 제작하였다.:45-61 카시니는 1672년 파리와 프랑스령 기아나의 카옌까지의 거리 9,700 km를 기선으로 삼아 화성의 시차를 관측하고 화성까지의 거리를 6400만 km로 계산하기도 하였다.
오늘날 천문학에서 주로 사용하는 삼각측량법은 연주시차에 의한 별 사이의 거리 계산이다. 먼저 태양과 지구 사이의 거리를 구한다. 이를 천문단위(au)라고 한다. 국제 천문 연맹은 1 천문단위의 길이로 149,597,870,700 m를 권장한다. 지구는 1년에 한 번씩 공전하고 그에 따라 가까운 별의 겉보기 각도가 변하는 연주시차가 발생한다. 연주시차가 1 초인 별까지의 거리가 1 파섹이다. 지구 위에서는 기술적 제약으로 관측할 수 있는 최소의 연주시차는 0.01초 정도이고 따라서 약 100 파섹 거리의 별까지 거리를 직접 측정할 수 있다.

파섹의 정의

## 측량

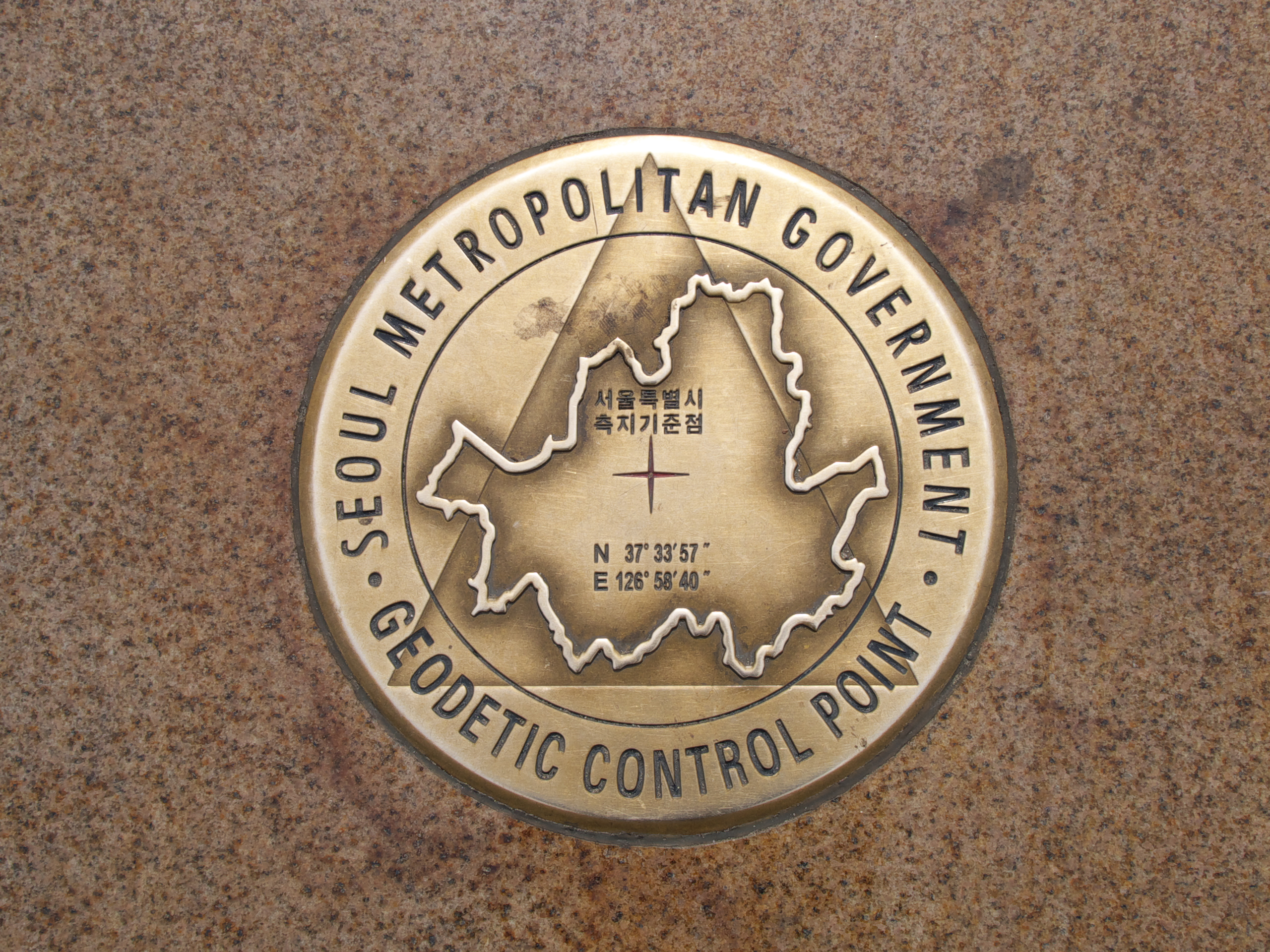
서울특별시 측지기준점

삼각측량법에 따른 지도의 제작과 같은 측량에서는 우선 정확한 기점을 설정하여야 한다. 대한민국의 경우 수원시 국토정보지리원 구내에 기준점이 있다. 이 기점에서 정확한 거리에 있는 지점을 삼각점으로 삼아 둘 사이의 거리를 정밀하게 측정하고 이를 바탕으로 구하고자 하는 제3의 지점까지 삼각형을 만들 수 있다. 이렇게 만들어진 삼각형에 새로운 삼각점이 세워지면 이제 세 변의 길이를 모두 알고 있으므로 다시 삼각형을 확장할 수 있다. 처음 기준이 된 선은 기선이라 하고 이를 바탕으로 측량하여 그어진 선은 검기선이라 한다. 실제 측량에서는 각도의 측정 등에서 어쩔 수 없는 오차가 발생하므로 이를 보정하여 위치를 확정한다.

### 삼각망
기준선에서 시작된 삼각형은 측량을 계속함에 따라 확장되어 삼각망을 이룬다. 삼각망의 구성은 아래의 그림과 같이 삼각형을 계속 이어나가는 단열삼각망이나 삼각형의 측점 하나를 중심으로 삼각형이 둘러싸면서 측량하는유심삼각망, 삼각형을 복합적으로 조합하는 사변형망이 쓰인다. 사변형망에서는 편심의 오차가 필연적이어서 이를 보정하여야 하는데, 현장에서는 엄밀한 보정보다는 효율성을 위한 근사조정법이 주로 쓰인다.

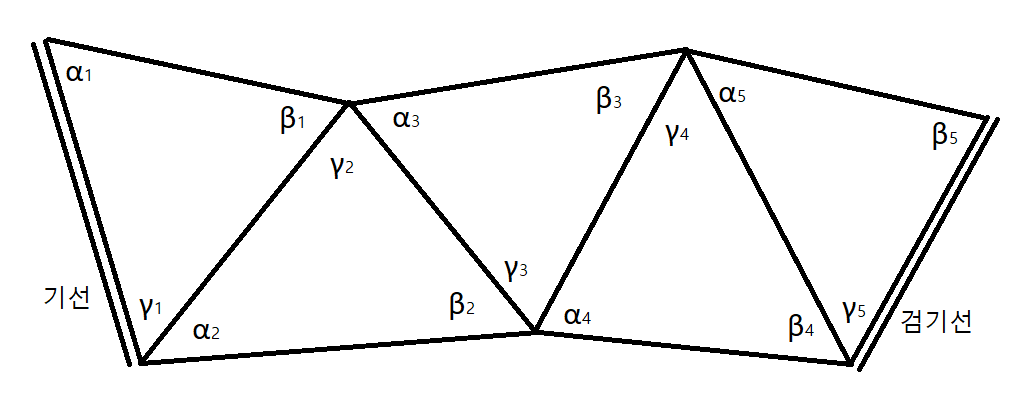
단열삼각망
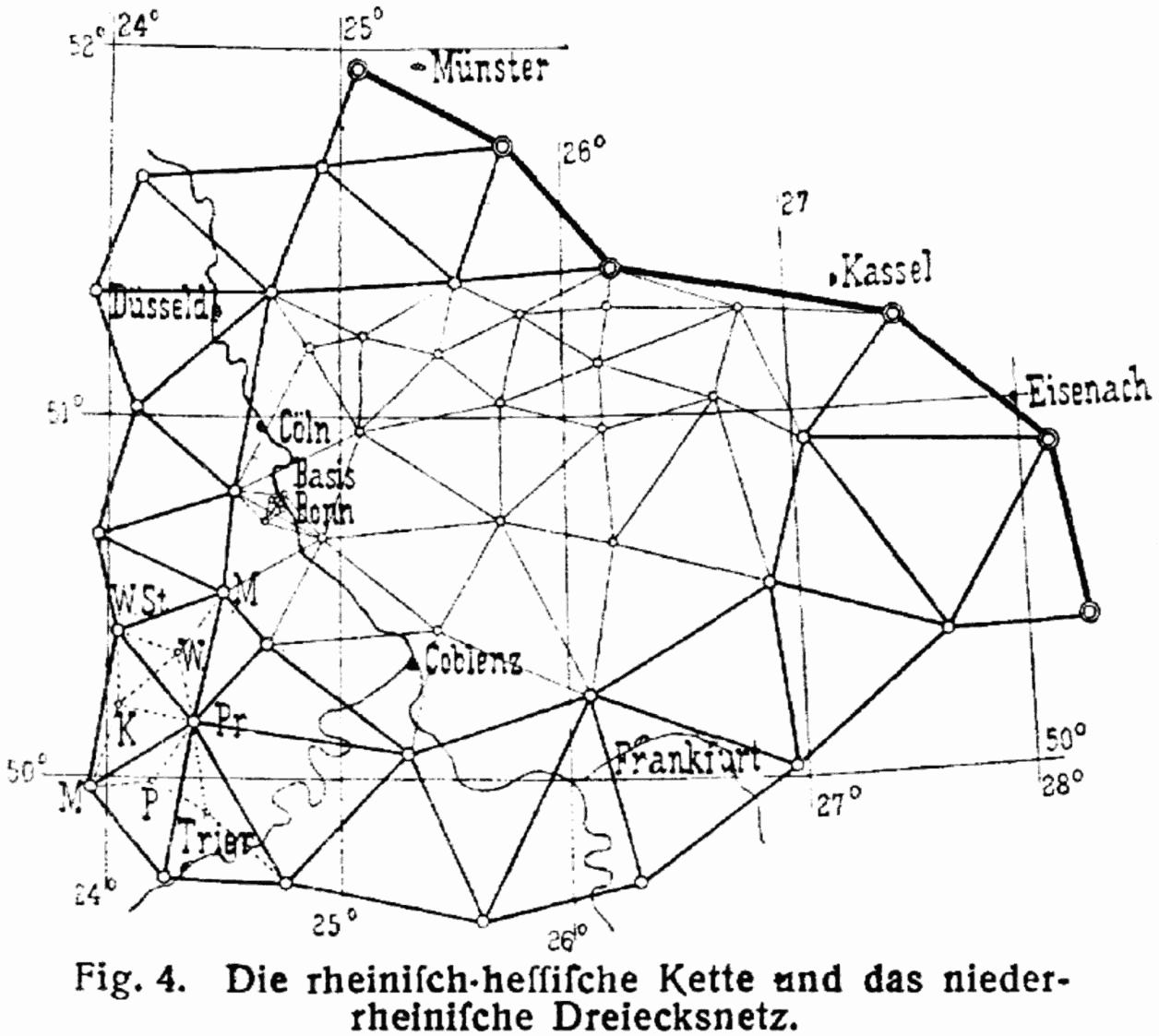
유심삼각망
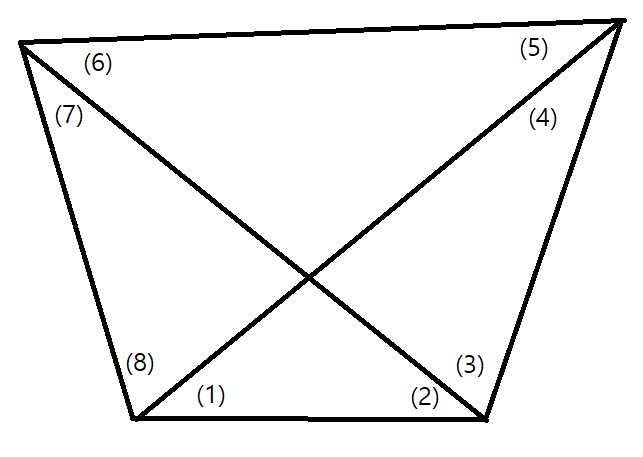
사변형망

실제 지구는 유클리드 평면이 아니라 대략 구의 모습을 지니기 때문에 지구의 표면 역시 구면기하학을 따른다. 따라서 유클리드 평면을 가정하고 제작하는 지도는 필연적으로 오류를 보이게 된다. 구체기하학에서 삼각형의 내각의 합은 언제나 180°보다 크기 때문이다. 비교적 가까운 거리에서는 오차가 크지 않으나 거리가 클 수록 오차가 벌어진다. 이를 지도에 반영하려면 구면 삼각법을 사용하여야 한다. 대한민국의 경우 베셀 타원체를 표준 모형으로 하는 구면 삼각법을 사용하고 있다. 측량 실무에서는 거리에 따른 오차 보정표를 사용한다.

### GPS
지구 위의 저궤도를 도는 24개 이상의 위성에서 발산되는 전파 신호를 이용하는 GPS는 신호의 방향과 강도를 이용하여 지구상의 위치를 위도, 경도, 높이의 3차원으로 표시한다. GPS는 타원형 구조체 표면 기하학을 바탕으로 하는 세계 지구 좌표 시스템을 위치 표시의 기준으로 삼는다. 전파의 방향 역시 각도로 측정되고 기준점의 정확한 시간을 알면 이에 따른 삼각측량법에 따라 관측지점의 위치를 알 수 있다. 기존의 측지 기준점은 베셀 타원체를 기준으로 하고 있어 GPS 측정 이후 이에 대한 보정이 필요하게 되었다. 대한지적공사는 GPS 상시관측소를 설치하고 2005년 전국의 삼각점에 대한 위치확인을 통해 기존 측지기준선을 정비하였다.

## 컴퓨터 비전
사람의 경우 한 쌍의 눈으로 물체를 입체적으로 파악하는 입체시를 지니고 있다. 이 경우도 삼각측량법과 같은 원리를 사용하여 대략적인 거리를 직관적으로 파악하는 것이다. 인공지능과 같은 기계가 이와 같은 일을 수행하려면 최소 2개 이상의 광학 기기로 대상을 촬영하고 이를 바탕으로 삼각측량을 수행하도록 해야 한다. 이렇게 촬영된 이미지는 컴퓨터의 알고리즘을 통해 다시 3D 이미지로 변환될 수 있다.

## 같이 보기
- 시차 (천문학)
- 경위의
- 기준점
- 삼변측량
- 삼각법

## 참고 문헌
- 이재기; 최석근; 박경식; 정성혁 (2013). 《측량학2》. 형설출판사. ISBN 978-89-472-7337-4.